# 658 Asteria
658 Asteria је астероид главног астероидног појаса са пречником од приближно 22,95 .
Афел астероида је на удаљености од 3,034 астрономских јединица (АЈ) од Сунца, а перихел на 2,675 АЈ.
Ексцентрицитет орбите износи 0,062, инклинација (нагиб) орбите у односу на раван еклиптике 1,505 степени, а орбитални период износи 1762,009 дана (4,824 године).
Апсолутна магнитуда астероида је 10,54 а геометријски албедо 0,204.
Астероид је откривен 23. јануара 1908. године.